# Réseau de bus Apolo 7
Pour les articles homonymes, voir Apolo.
Ne doit pas être confondu avec Apollo 7.
Le réseau de bus Apolo 7 (ou Apolo 7) a été créé en septembre 1997 à l’issue de la restructuration du réseau des transports urbains chellois et est géré, aujourd'hui, par la Société des transports du bassin chellois, société appartenant au groupe Transdev.
Il disparait le 31 juillet 2025 avec l'ouverture à la concurrence des transports franciliens, ses lignes sont reprises par le réseau de bus Marne et Brie.

## Histoire
À la fin des années 1930, deux services d'autobus privés relient, à l'intérieur de Chelles, la gare aux quartiers éloignés : « l'autobus des Coudreaux et l'autobus du Pin ».

### Les transports urbains chellois
Après la Seconde Guerre mondiale, Chelles se préoccupe des transports entre le centre-ville et les quartiers périphériques. La « Société des transports urbains chellois » (TUC) exploite alors cinq lignes d'autobus, reliant la mairie à la gare du Chénay-Gagny, à la Noue-Brossard, aux Pissottes, à Bel-Air, à la Madeleine, aux Coudreaux, au Rêve, à la Chantereine, et à la Villeneuve.
Le réseau des TUC se développa ensuite durant un peu moins d'une trentaine d'années, suivant le développement de la ville (création des zones industrielles de la Tuilerie et de la Trentaine) et l'accroissement démographique.
Dégradation de la situation
Mais c'est à partir de 1993 que la situation commença à se dégrader : la Société des transports urbains chellois était devenue déficitaire. Cette situation s'est conjuguée, au fil des mois, avec une détérioration du climat social au sein de l'entreprise.
Le déficit financier des TUC se traduisit précisément par une détérioration de la qualité des véhicules. Les années ont passé et la majorité des cars a atteint la limite d'âge (plus de dix années) alors que la moyenne autorisée est de sept années. Même très bien entretenus, les cars subissaient des pannes qui provoquaient des retards et le mécontentement des utilisateurs. Ces véhicules ne présentaient plus les garanties de confort, ni de sécurité optimale. De plus, trois véhicules manquaient pour assurer la desserte des lignes existantes. Ce fut l'origine principale de la multiplication des conflits sociaux.
Le conflit social de fin 1996 sonna la fin de la crise : le personnel faisait grève pour obtenir du matériel plus récent, en plus d'un juste salaire. Au terme d'un long bras de fer (plus de trois semaines de conflit), la situation commença à s'améliorer : plusieurs véhicules d'occasion furent achetés. Ils étaient certes d'occasion, mais le renouvellement du parc était en cours à la satisfaction générale. Les revendications salariales furent également entendues et le travail reprit progressivement le 6 novembre 1996.
De plus, les arrêts n'étaient pas ou très mal matérialisés, les dessertes de certains quartiers étaient très mal assurées et les horaires peu ou pas respectés. Les quelque quatre mille lycéens de la cité scolaire (Lycée Gaston Bachelard et Louis Lumière) de l'époque étaient souvent contraints de faire de l'auto-stop.
État du réseau à la veille de sa restructuration
À la veille de la mise en service du réseau rénové, ce dernier était composé de neuf lignes :
|         | Lignes TUC de 1 à 5 |           | Lignes TUC de 6 à 9 |
| ------- | --- | --------- | --- |
| 061-001 | Circulaire faisant la boucle du quartier des Abbesses au départ de la Gare de Chelles                                      | 061-006   | Circulaire faisant Gare de Chelles, Mont-Chalâts, Chantereine, Rond Point des Sciences, Chemin de la Guette, Rue du Tir, Centre-Ville de Chelles |
| 061-002 | Gare de Chelles ↔ Chelles Rond-Point des Sciences via Quatre Routes                                                        | 061-007   | Chelles Gare Routière RER ↔ Chelles Centre Commercial Chelles 2 via Mont-Châlats                                                                 |
| 061-003 | Gare de Chelles ↔ Chelles Madeleine ↔ Chelles Rond-Point des Sciences                                                      | 061-0013A | Chelles Gare Routière RER ↔ Courtry via Rue du Tir                                                                                               |
| 061-004 | Chelles Gare Routière RER ↔ Chelles Centre Commercial Chelles 2 ↔ Chelles Place Henrion                                    | 061-0013B | Chelles Gare Routière RER ↔ Claye-Souilly Mairie via Le Pin et Villevaudé                                                                        |
| 061-005 | Chelles Gare Routière RER ↔ Chelles Grande Prairie ↔ Chelles La Trentaine ↔ Vaires-sur-Marne Paul Algis ↔ Vaires Gare SNCF |           | |

### Des TUC à Apolo7
"Aux grands maux, les grands remèdes"
Pour arriver à la fin du conflit de trois semaines, d'âpres négociations ont été menées tant du côté des chauffeurs en grève que de la ville de Chelles, de la société Transdev, dont dépendaient les TUC, et de la RATP pour aboutir le 14 novembre 1996, à un protocole d'accord entre tous les partenaires.
Sous le regard attentif du Syndicat des transports parisiens (STP) et à l'initiative de la Ville et des maires du bassin de transport, Transdev et la RATP mirent en place un partenariat bipartite, afin de remettre de l'ordre dans les transports en commun et permettre le développement du réseau TUC en améliorant la qualité. D'un côté, Chelles et les communes voisines s'organisèrent par l'intermédiaire d'une structure intercommunale, le Syndicat intercommunal des transports du bassin chellois et des Communes Environnantes (SITBCCE), déléguant ainsi (et encore aujourd'hui, d'ailleurs) leurs compétences en matière de transport public. De l'autre côté, la RATP et Transdev constituent une société commune que sera appelée la Société des transports du bassin chellois.
Sans ces accords et la mise en place du syndicat intercommunal, qui doit obtenir une aide financière de la région, du département et du Syndicat des transports parisiens (STP), la situation aurait perduré ou, pire encore, la Ville de Chelles aurait pu se trouver dépourvue de tout mode de transports en commun. En effet, les TUC étaient en grande difficulté financière, proches de la faillite, et le règlement imposé par le STP ne permettait pas un rachat pour et simple des lignes existantes. Dans tous les cas, les transports urbains chellois restaient propriétaires de leur réseau même s'ils décidaient de cesser son exploitation.
Fin 1996, un pré-calendrier d'exécution fut établi : constitution du syndicat intercommunal, réalisation des études et concertation afin de déterminer le projet le plus adapté à la situation, création de la société d'exploitation (STBC) au cours du premier trimestre 1997, adoption du nouveau réseau par le syndicat (SITBCCE) et le STP au plus tard le 30 juin 1997 pour une mise en application à la rentrée scolaire suivante.

### Apolo 7

#### Lancement du réseau

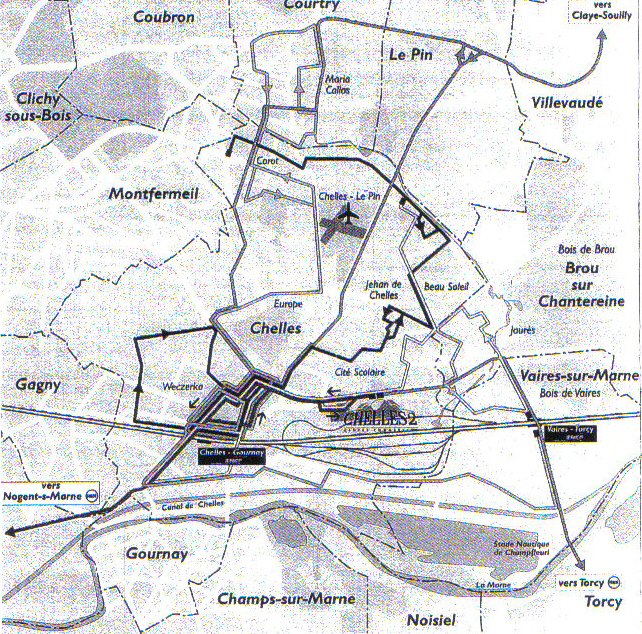
Plan du réseau Apolo7 en septembre 1997.

Le nouveau réseau issu de la restructuration des transports urbains chellois sera appelé Apolo7. Ce nom a été trouvé en 1997, à l’occasion d’un concours organisé dans une école de Chelles.
C'est au début du mois de septembre 1997 que les transports urbains chellois, après plus de trente ans d'existence, laissèrent place au tout nouveau réseau Apolo7 : les onze lignes TUC numérotées furent remplacées par les lignes A, B, C, D, E et F du nouveau réseau Apolo7. Si les cinq premières concernant Chelles, elles suffisent à assurer la couverture de la ville mais avec une offre inférieure de 15 %.
Ce tout nouveau réseau fut élaboré en peu de temps : neuf mois seulement au lieu des deux années qu'exige normalement ce type de restructuration, ce qui occasionna quelques dysfonctionnements. Mais l'urgence de la restructuration excusa le mauvais départ et des ajustements furent rapidement effectués. Ainsi, la signature de la convention définitive n'est intervenue que le 3 septembre 1997. De plus, les changements furent très importants : outre la modification des habitudes des usagers, la simplification du nombre des lignes fit beaucoup de mécontents, même s'il n'y eut aucune suppression pure et simple de desserte.
Par exemple, pour le même trajet, direct auparavant, le voyageur a dû subir une correspondance. L'exemple type était le « Spécial scolaire des Arcades », même s'il ne touchait que vingt-cinq des mille huit cents cartes scolaires distribuées, qui se traduisit par son intégration dans la nouvelle ligne C, le trajet direct devenant alors un peu plus tortueux avec, par conséquent, un allongement du temps de transport, limité toutefois à dix minutes.
Mais, aux Coudreaux, les habitants se plaignent des suppressions de lignes et de l'allongement de la durée du trajet entre les Coudreaux et le centre-ville chellois qui atteint aujourd'hui trente-cinq minutes. Les habitants se plaignaient des bus souvent bondés ; les personnes âgées du quartier devaient prendre l'habitude de parcourir une distance plus importante pour rejoindre l'arrêt le plus proche de leur domicile. Ces dysfonctionnements existaient également à Chantereine et au Mont-Chalâts. Ces inconvénients, indubitablement gênants, ont été toutefois contrebalancés par une amélioration du service proposé.
Ce nouveau réseau s'est accompagné de la poursuite du renouvellement d'un tiers du parc roulant issu des transports urbains chellois, de l'aménagement des points d'arrêts (installations de poteaux de signalisation), de l'information aux usagers qui se développa progressivement et de l'adaptation de certains horaires.

#### Réseau de 1997
Le nouveau réseau nommé Apolo7 fut mis en service en septembre 1997. Il était alors composé de six lignes :
| Ligne   | Anciennement             | Dessertes principales |
| ------- | ------------------------ | --- |
| Ligne A | TUC 061-001/006          | Chelles - Gare Routière RER ↔ Chelles - Cité Scolaire ↔ Chelles - Rond-Point des Sciences                                            |
| Ligne B | TUC 061-0013A            | Chelles - Gare Routière RER ↔ Courtry - Lamartine ↔ Chelles - Gare Routière RER                                                      |
| Ligne C | TUC 061-004              | Chelles - Gare Routière RER ↔ Chelles - Centre Commercial Chelles 2 ↔ Chelles - Place Henrion                                        |
| Ligne D | TUC 061-005              | Chelles - Gare Routière RER ↔ Chelles - Grande Prairie ↔ Chelles - La Trentaine ↔ Vaires-sur-Marne - Paul Algis ↔ Vaires - Gare SNCF |
| Ligne E | TUC 061-0013B            | Chelles - Gare Routière RER ↔ Claye-Souilly - Mairie                                                                                 |
| Ligne F | Ligne TUC/Europe Autocar | Vaires - Gare SNCF → Brou-sur-Chantereine - Clinique → Brou-sur-Chantereine - Jean Jaurès → Vaires - Gare SNCF                       |

Particularités du réseau.
- La ligne A avait la charge de desservir la Cité Scolaire et Jéhan de Chelles en permanence. D'ailleurs, Bernard Garnier, alors adjoint au maire de Chelles chargé du dossier, avait souligné lors de la mise en avant des difficultés de lancement, que la fréquence des bus a été augmentée : un passage tous les dix minutes en heure de pointe et toutes les trente minutes en heure creuse, un nouveauté mise en service notamment pour la desserte des établissements scolaires[3]. Il faisait allusion ainsi à la nouvelle ligne A. La ligne A dessert alors la totalité des quartiers de la ville et assure depuis sa création, une desserte circulaire du quartier des Abbesses au départ de la gare.
- La ligne B était destinée à relier la gare de Chelles à Courtry. Elle desservit brièvement le quartier des Coudreaux à travers deux sens distincts parce que le passage dans la rue Delambre posait des problèmes de stationnement et de proximité des écoles. La desserte nouvelle est toujours en place aujourd'hui[7].
- La ligne C était la seule ligne du réseau à desservir le Centre Commercial Chelles 2. La girouette des bus affichaient alors « Place Henrion via Chelles2 » ou « Gare Routière via Chelles 2 » selon le sens. Les dimanches et fêtes, seule la ligne A fonctionnant, en cas d'ouverture exceptionnelle de Chelles 2, seule la ligne 113 de la RATP desservait le lieu à raison d'un bus par heure. Elle dessert le quartier de Grande Prairie (pour le collège Weczerka) aux heures scolaires.
- La ligne D reliait la gare de Chelles à celle de Vaires avec des horaires qui avaient été calés par rapport aux besoins des entreprises de la zone d'activités de la Trentaine. La ligne effectuait en complément la desserte du quartier de Grande Prairie ainsi que du secteur sud de Vaires-sur-Marne. Ainsi la desserte de Vaires-sur-Marne par le réseau n'était limitée qu'aux heures de pointe. Aux heures scolaires, des bus reliaient Vaires-sur-Marne à la Cité Scolaire via Brou-sur-Chantereine et le lycée Jéhan de Chelles. À ses débuts, la ligne ne desservait pas en permanence ni la Cité EDF, ni le collège Goscinny, ce qui changea quelque temps plus tard.
- La ligne E reliait à ses débuts, la gare de Chelles à Claye-Souilly via Madeleine et via Chelles Les Coudreaux et Courtry. Ce deuxième itinéraire a été par la suite intégré dans la ligne B aux heures de pointe : ce sont les bus express qui l'utilisent depuis. Ces bus relient Courtry à la gare de Chelles via le chemin du Sempin. Le premier itinéraire est celui que la ligne garda jusqu'à l'été 2005. Une déviation sera alors mise en service à la suite de la restructuration de 2005.
- La ligne F était la seule ligne qui desservait la clinique de Brou, à Brou-sur-Chantereine, par un trajet circulaire. Elle était isolée du reste du réseau même si la ligne D était en correspondance en gare terminus de Vaires, puisque cette dernière ne circule qu'en heure de pointe, du lundi au vendredi. Aux heures scolaires, des bus étaient prolongés jusqu'au collège René Goscinny de Vaires-sur-Marne. Cette nouvelle ligne remplaçait une ancienne qui était gérée par le réseau de bus TUC, en pool avec la société Europe Autocar[6].

À Chelles, le quartier de Chantereine était desservi par deux lignes : la ligne A passait par la Place des Fêtes, c'est-à-dire par l'est du quartier alors que la ligne C passait par l'ouest. D'ailleurs, aujourd'hui, l'itinéraire est réutilisé par la ligne A version 2005.
En 1998, le réseau Apolo7 effectuait 2,8 millions de voyages par an.
De plus, jusqu'en septembre 1999, toutes les lignes desservaient le centre-ville chellois à travers une boucle centrée sur le parc du souvenir. À cette époque, l'arrêt « Mairie » des bus allant à la gare était observé à l'ancien emplacement du poteau TVF au bout de la rue René Sallé. D'ailleurs, ce poteau est du même type que celui utilisé par les lignes du temps des TUC. Les bus prenaient la rue Louis Eterlet et l'avenue de la Résistance où des arrêts « Poste » et « Marché » étaient observés. Ils tournaient à gauche sur le boulevard Chilpéric où se trouvait l'ancienne gare routière : elle était très petite. La suite du circuit est le même que celui utilisé actuellement. Mais c'est après la mise en place de nouveaux plans de circulation et de stationnement destinés à fluidifier le trafic et privilégier les transports en commun que cette configuration évolua. C'est depuis lors que sur les rues Adolphe Besson et le boulevard Chilpéric, il existe des voies en site propre.
Premier bilan trois ans après
Après trois années de fonctionnement, un premier bilan fut effectué : Pierre Becquart, alors directeur de la société exploitante du réseau, expliqua qu'à la création de cette dernière, il fallait adapter l'offre à la demande des usagers, mettre en cohérence les horaires des bus avec ceux de la SNCF. Un travail d'ajustement des passages des bus avec les établissements scolaires, afin de faire correspondre aux heures principales d'entrée et de sortie des élèves des collèges et des lycées, fut effectué. Le réseau a été simplifié avec, en plus, un renouvellement du parc de véhicules. En 2000, la flotte était composée d'une trentaine de bus (53 aujourd'hui). De plus, de véritables arrêts de bus clairement identifiés ont été créés, et la nouvelle gare routière vient d'être livrée.
En 2000, 95 % des usagers empruntent les transports en commun aux heures de pointe et à cette période la journée, les trente véhicules dont la STBC disposait, étaient engagés sur le réseau. Quotidiennement, ce furent environ 10 000 voyageurs qui étaient transportés.
En septembre 2000, une nouvelle ligne de bus est créée pour relier le bassin chellois aux villes de Villeparisis et de Mitry-Mory, rendant ainsi la desserte, anciennement assurée uniquement à des fins scolaires, régulière (desserte des lycées chellois pour les élèves habitant dans ces villes). Cette nouvelle ligne numérotée 13 sera exploitée par la STBC, exploitant du réseau Apolo7, en pool avec le réseau de bus CIF.
Poursuite des efforts
Après avoir effectué un grand renouvellement du parc, un deuxième a débuté en 2002 afin de renouveler le matériel roulant à raison de trois ou quatre véhicules par an. Les nouveaux bus mis en service sont désormais dotés de filtres à particules et de palettes escamotables pour l'accueil à leur bord de personnes à mobilité réduite.

#### Deuxième restructuration (2005)

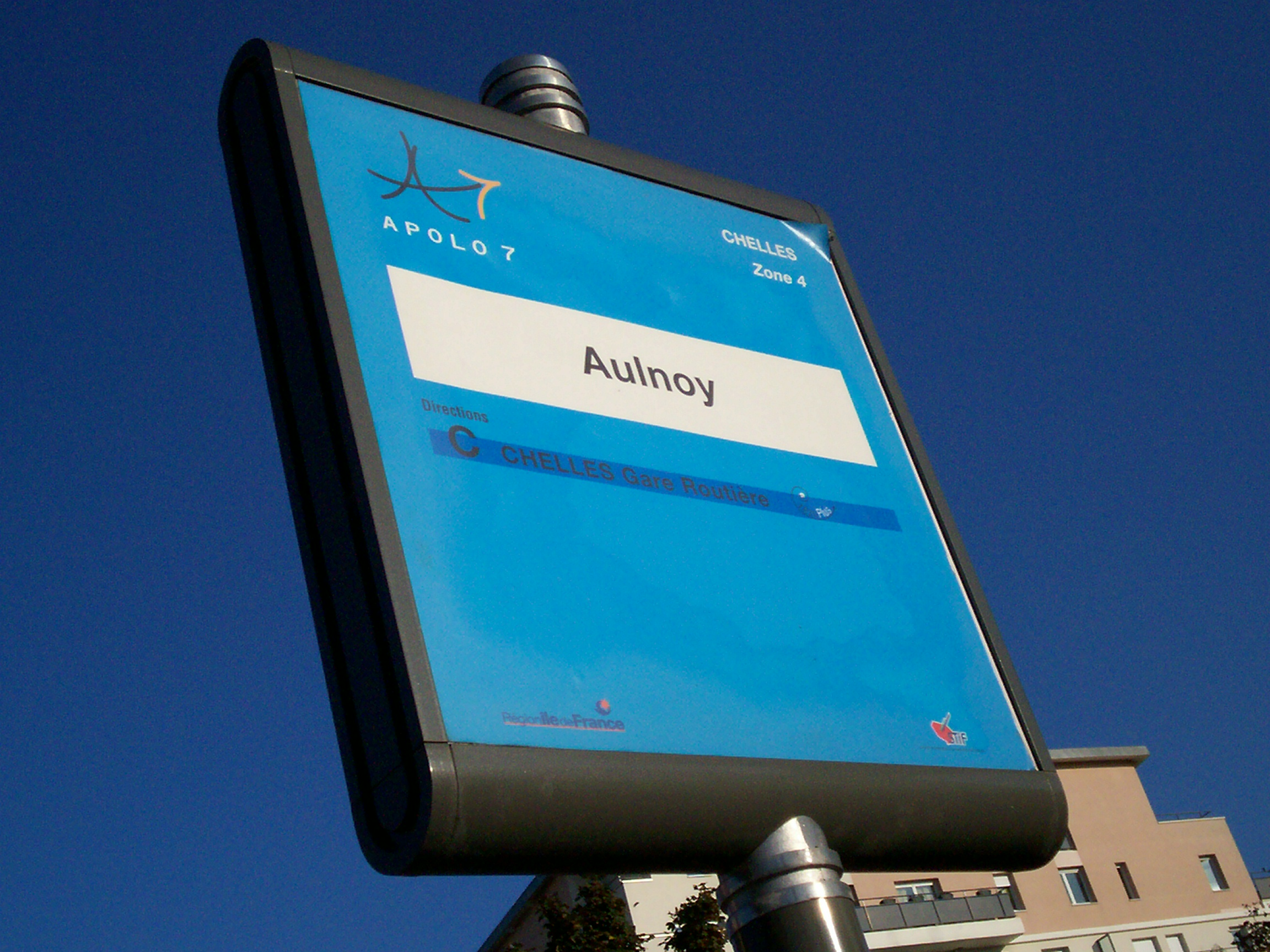
Signalétique à un arrêt créé lors de cette restructuration.

##### Objectifs
Après la restructuration créatrice du réseau Apolo7 de 1997 qui devait optimiser l'offre de transport existante, une seconde restructuration eut lieu le 28 février 2005 afin de s'adapter aux besoins des usagers qui ont évolué en huit ans. De plus, il y avait 4 millions de voyages par an en 2005, soit une augmentation de 40 % par rapport à 1998.
Ainsi, la restructuration du 28 février 2005 visait :
- l'adaptation aux modes de vie et aux nouveaux secteurs d'urbanisation (desserte du quartier de l'Aulnoy, quasi inexistant en 1997, mais déjà assez urbanisé en 2005) ;
- la prise en compte de l'évolution de la Carte scolaire (augmentation des effectifs du Lycée Jéhan de Chelles et création d'une nouvelle entrée pour le Lycée Lumière) ;
- la gestion de l'impact du forfait Imagine'R qui favorise les déplacements des jeunes ;
- la gestion de l'impact des 35 heures qui engendre de nouveaux modes de déplacements liés aux loisirs ou à la consommation.

C'est pourquoi, il a fallu améliorer la desserte du centre commercial Chelles 2, désormais assurée par les lignes A, C et D alors que l'ancienne ligne C seule le desservait jusque-là (Il est toujours desservi par les lignes RATP 113 et 211 depuis 1996). Les lycées chellois, autrefois desservis par la ligne A en permanence, sont désormais desservis en permanence par les lignes A, C, D. La ligne B ne les dessert qu'aux heures et périodes scolaires. La ligne E vint s'ajouter à partir du 4 juillet 2005, afin de pouvoir remplacer la ligne A, désormais déviée, mais sans avoir les fréquences qu'avait cette dernière et ainsi desservir systématiquement les lycées de Chelles.
Ce nouveau réseau dessert désormais tous les secteurs d'urbanisation avec deux cent cinquante points d'arrêt, soit un arrêt tous les quatre cents mètres en moyenne. Ils doivent être mis aux normes afin de pouvoir accueillir les personnes à mobilité réduite. Tous seront également dotés d'abris voyageurs, de bancs et d'une signalétique plus lisible. D'ailleurs, sur les deux cent cinquante arrêts, quatre-vingts avaient déjà été traités à l'été 2005. Sur les deux cent cinquante points d'arrêt, quarante et un furent le fruit de la restructuration : ils furent implantés notamment dans le quartier de l'Aulnoy desservi désormais par les lignes A et C. La nouvelle ligne C fait le lien entre les cliniques de Brou et de Chelles. La desserte de la nouvelle entrée indépendante du lycée Lumière (côté Chelles2) est effectuée depuis le 2 mai 2006 au nouvel arrêt Lumière.

##### Lignes restructurées

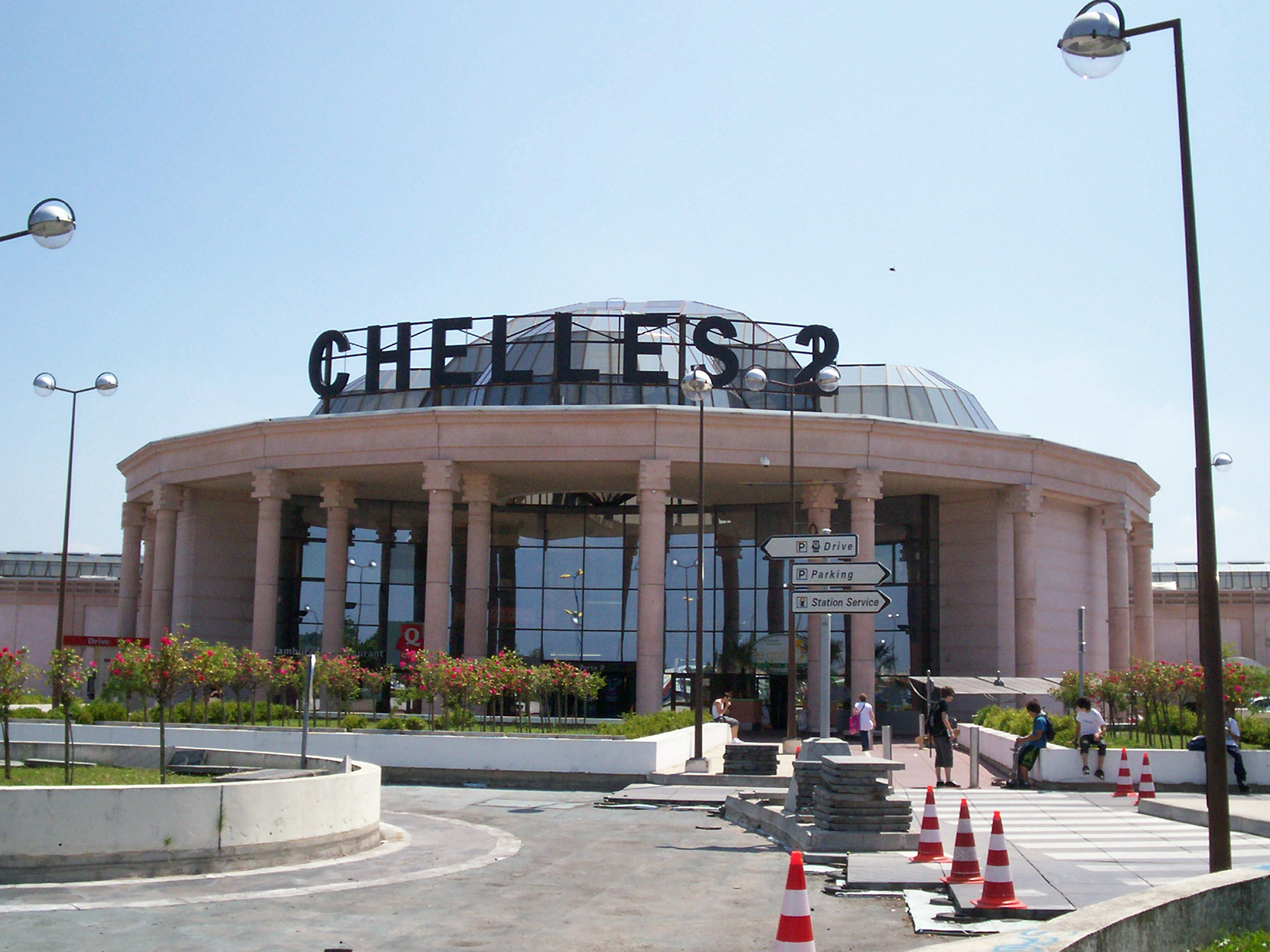
Le centre commercial Terre-Ciel, ex-Chelles 2.

Le nouveau réseau a été simplifié par rapport à celui de 1997 : la ligne F fusionna avec les nouvelles lignes C et D. Ainsi, le réseau est désormais composé de cinq lignes même si la ligne B n'a connu aucune modification liée à cette restructuration.
Les points forts des nouvelles lignes sont les suivants.
- La nouvelle ligne A garde les mêmes terminus extrêmes mais dessert désormais la place Henrion (auparavant, elle la contournait, la ligne C la desservant), le quartier de Chantereine et les lycées de Chelles. Ce fut surtout le nouveau quartier de l’Aulnoy avec ses quatre mille nouveaux habitants, en reprenant l'itinéraire de l'ancienne ligne C ainsi que le centre commercial Chelles 2, qui bénéficia de cette refonte. À l'occasion de la restructuration, la ligne A abandonna la couleur violette pour la couleur jaune.
- La nouvelle ligne C relie désormais la gare de Chelles à Vaires Paul Algis, ne va plus à la place Henrion mais dessert toujours le centre commercial Chelles 2. Elle est désormais secondée par les lignes A et D. Par la même occasion, la ligne devient structurante à vocation intercommunale et dessert désormais, en plus, le nouveau quartier de l’Aulnoy via le nouvel itinéraire de la RN34, aujourd'hui D934. Elle relie désormais sans correspondance la gare de Chelles à celle de Vaires ainsi que la clinique de Chelles à celle de Brou-sur-Chantereine. Elle absorba l'ancienne ligne D sur la totalité de son parcours. La ligne C assure la desserte de la zone industrielle de la Trentaine aux heures de pointe. Elle remplace aussi la ligne F avec la nouvelle ligne D. À l'occasion de la restructuration, la ligne C abandonna la couleur jaune orangé pour la couleur bleue.
- La nouvelle ligne D ne garde de son ancien parcours que le terminus de la gare de Vaires. Désormais, elle devient une ligne intercommunale qui permet essentiellement des déplacements de « loisirs » car elle relie maintenant la gare de Vaires à Villevaudé - Marronniers via les communes de Vaires-sur-Marne, Brou-sur-Chantereine, Chelles, Courtry, Le Pin et Villevaudé. Elle dessert les centres-villes des communes précédemment énoncées, le centre commercial Chelles 2, la clinique de Brou ainsi que les lycées de Chelles, tout au long de la journée. À l'occasion de la restructuration, la ligne D abandonna la couleur verte pour la couleur rouge.

##### Premiers bilans
La fréquentation, d'après les derniers comptages de 2003 et ceux de novembre 2005, a augmenté de 10,4 %. La restructuration a favorisé la fréquentation même si les spécialistes s'accordaient à dire que le réseau donnait ses premiers signes de saturation notamment aux heures de pointe.
Afin de savoir ce que pensaient les usagers des évolutions du réseau Apolo7, une enquête fut réalisée auprès des habitants du bassin de transport qu'ils soient usagers ou non. Elle montre que globalement, les usagers sont satisfaits de l'offre de transport. Les usagers trouvent le réseau Apolo7 satisfaisant (note globale de 7,30 sur 10). Cependant, les usagers font part d'une fréquence insuffisante (39 % des usagers) de passage des bus ainsi qu'un manque à certains moments de la journée (25 %). Ils se plaignent aussi d'une offre de transport en semaine et en heure de pointe arrivant en limite de capacité, d'une insuffisante information et communication en cas de perturbation du réseau mais aussi en temps normal. Les non-usagers connaissent peu ou pas Apolo7.
Aux heures de pointe, il a été aussi affirmé que les bus Apolo7, et les transports en général, sont les moins confortables. Afin d'améliorer cette situation, il était évident qu'il fallait des moyens supplémentaires : recruter de nouveaux conducteurs et acheter des véhicules. Il a été aussi prévu que selon les prévisions de 2005, l'effort consenti devait être équilibré à l'horizon 2010, alors que cet équilibre fut déjà atteint en 2006, grâce aux recettes complémentaires auxquelles s'ajoutent toujours les engagements du SITBCCE et de Marne et Chantereine, ce qui permet de développer encore le transport public local.
Il était aussi proposé de créer un service de transport en commun à la demande afin d'apporter des réponses aux demandes concernant les tranches horaires marginales et les destinations non desservies : « Un supplément au supplément est en quelque sorte ». Le président du SITBCCE s'est d'ailleurs engagé, entre autres, à améliorer les conditions de transport en heure de pointe et à étendre progressivement l'offre de transport en journée, en soirée et le week-end.

#### Réajustements du nouveau réseau

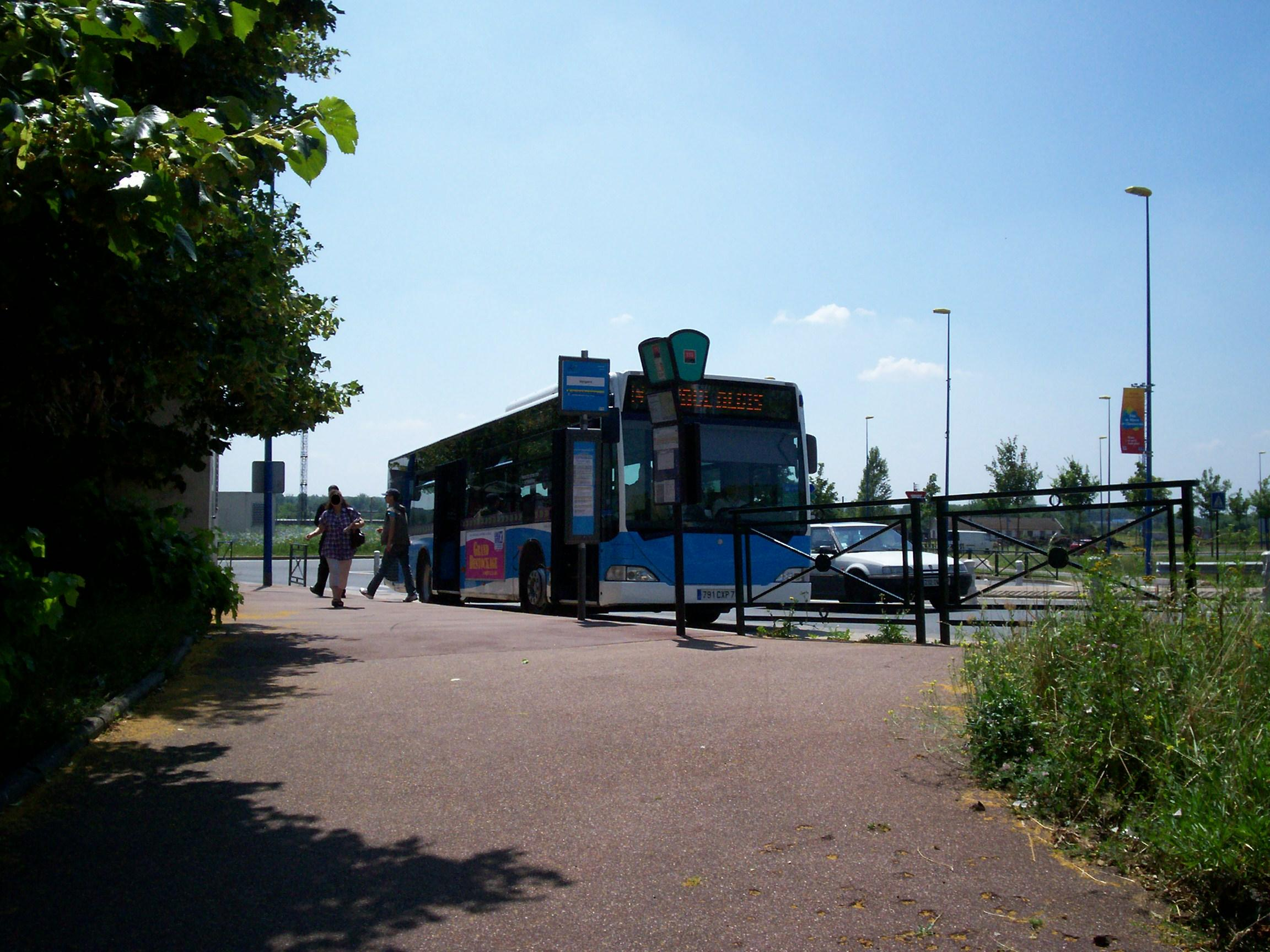
Un bus de la ligne C à l'arrêt Rue du Chelléen, alors Vergers, en direction de Vaires, en juin 2009. Le même arrêt vers la gare de Chelles devait initialement se trouver sur la voie opposée.

La restructuration a apporté son lot d'ajustements.
Le 29 août 2005, un nouvel arrêt Base Olympique a été créé entre les arrêts Pêcheurs et Cité EDF de la ligne C du réseau Apolo7 à l’intersection du quai du Port et du boulevard de la Marne. Ce nouvel arrêt facilite ainsi la desserte de la base de loisirs de Vaires pour les usagers de la ligne.
Le 29 août 2005, l'itinéraire de la ligne B a changé entre les arrêts Pasteur et Stade à la demande de la commune de Courtry. Il en fut de même pour l'emplacement des arrêts Debussy et Stade : le nouvel arrêt Debussy pour les lignes B et D se situe au niveau de l’ancien arrêt Stade et ce dernier se trouve au nord du stade.
Le 5 septembre 2005, l'emplacement de l’arrêt Dispensaire de la ligne C, en direction de la gare routière, a évolué : auparavant parallèle à celui vers Chelles 2, il a été déplacé au bout de la rue Gabriel Mortillet au niveau du rond-point du McDonald's. Le déplacement de l'arrêt est lié à une erreur de tracé : l'arrêt Vergers de la ligne C vers la gare routière n'avait jamais réellement existé. Sa mise en commun avec celui de la ligne A fut ce qui provoqua l'évolution de l'arrêt Dispensaire.
Depuis l'été 2006, habituellement interrompus en juillet et août, les « semi-directs » de la ligne B sont maintenus car ils sont forts appréciés par les usagers. En effet, ces courses permettent un trajet plus rapide vers la gare de Chelles.
Depuis la rentrée 2007, l'accueil de la clientèle « RézoPlus » a déménagé. Situé autrefois dans le marché, il se trouve désormais dans l'enceinte de la gare SNCF de Chelles - Gournay (côté gare routière), place du grand jardin.
En 2007, à l'occasion des dix ans du réseau, un nouveau bilan fut effectué : la fréquentation a progressé de 40 % et les usagers bénéficient désormais d'une offre augmentée de 25 % par rapport à 1997.
C'est dans ce climat positif, que les suggestions faites par les usagers à l'occasion de l'enquête de 2006 commencèrent à être prises en compte : cela se traduisit par une augmentation du nombre de rotations sur les lignes A, B, C et E à partir de mars 2007 grâce à la réception de deux nouveaux bus et à la création de cinq emplois de conducteurs de bus. Sur les lignes A, B et C, ces deux nouveaux bus furent affectés principalement aux heures de pointe.
Désormais, sur ces quatre lignes, vingt-huit courses supplémentaires furent créées : vingt-et-une sur la ligne A entre 7 heures et 19 heures, ce qui se traduisit par un passage à trois bus par heure en moyenne en heure creuse et un passage toutes les dix minutes en moyenne aux heures de pointe dans le sens de la pointe, du lundi au vendredi. Les samedis, la fréquence de passage des bus a été doublé. La ligne B ne bénéficia que de cinq rotations supplémentaires aux heures de pointe du matin et du soir, la ligne C, seulement de deux aux heures de pointe du matin. La ligne E bénéficia, quant à elle, de quatre rotations supplémentaires, entre 10 heures et 16 heures, permettant aux habitants de Le Pin, Villevaudé et de Claye-Souilly de voir renforcée leur accessibilité au réseau ferroviaire de Paris-Est.
Forte de son succès, depuis 2007, la ligne D est maintenue en service durant la période estivale après avoir été prolongée jusqu’au hameau de Bordeaux, afin d’harmoniser les dessertes sur l’ensemble de la commune de Villevaudé notamment pour le public scolaire, depuis le 4 septembre 2006.
De plus, du septembre 2007 jusqu'au 31 décembre 2015, pour répondre mieux aux besoins de déplacement en dehors des heures traditionnelles, notamment le soir et le week-end, un nouveau service, financé par la région via le Syndicat des transports d'Île-de-France (STIF), complémentaire du réseau Apolo7, a été créé sous le nom d’Apolo+ et fonctionnait en soirée du lundi au samedi de 20 h à 23 h et les dimanches et fêtes de 7 h 30 à 22 h. Depuis le 1er janvier 2016, ce service a été remplacé par la navette du bassin chellois.

#### Desserte du quartier de Chantereine

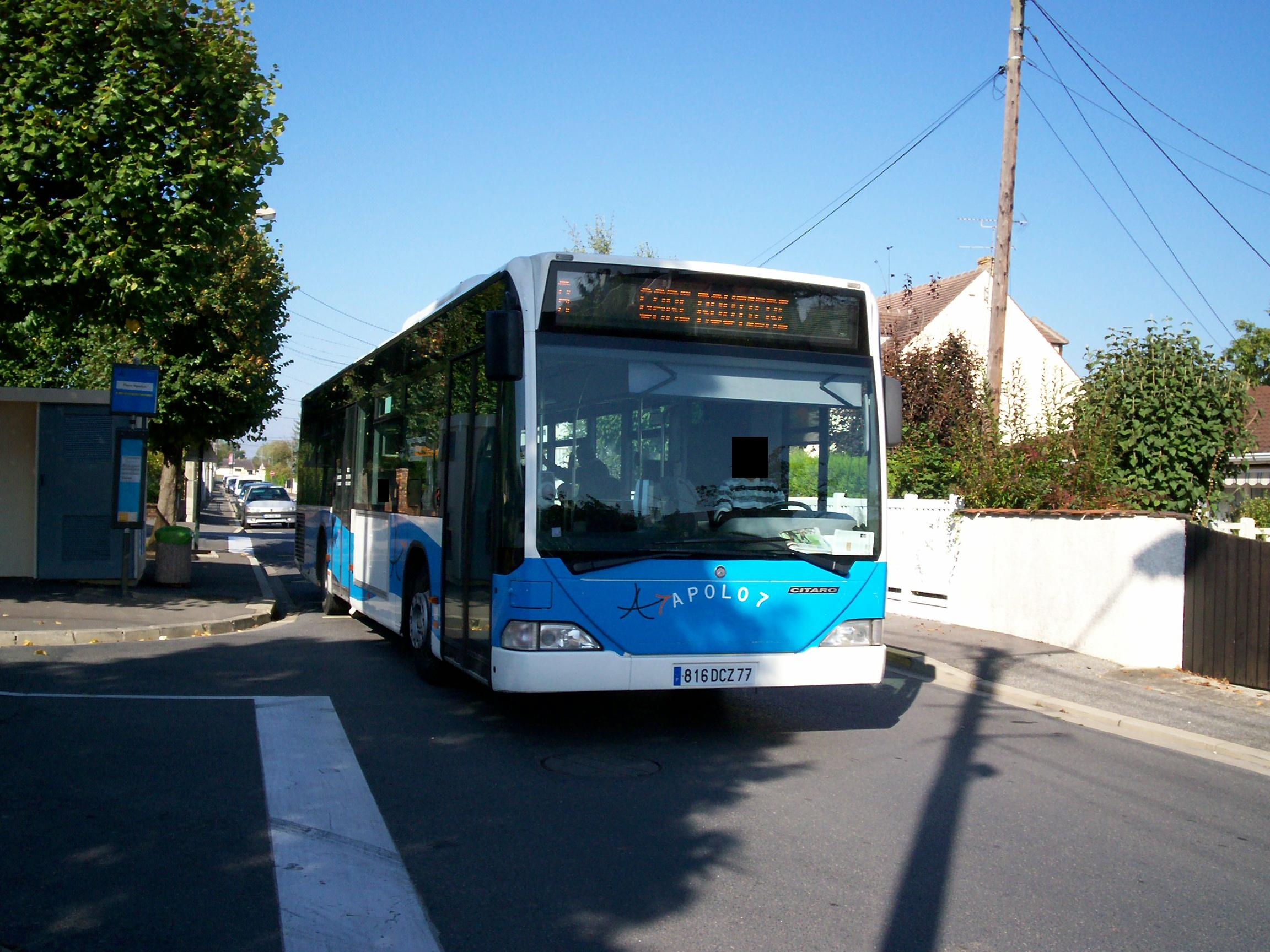
Un bus de la ligne A à la place Henrion, en octobre 2007.

Depuis la restructuration de 2005, dans le quartier de Chantereine, l'itinéraire de la ligne A a été modifié à quatre reprises :
Le 9 mai 2005, un nouvel itinéraire de la ligne A est défini à la demande de l’association du quartier et en coordination avec le syndicat de transports du bassin chellois et Apolo7 : un arrêt Turgot a été créé dans la rue Firmin Bidart, l’arrêt Michelet a été maintenu mais celui de « Place Henrion » a été provisoirement supprimé.
Le 6 février 2006, cet itinéraire est modifié consécutivement au réaménagement partiel de la départementale 34 au niveau de l'arrêt Chantereine : l'arrêt Turgot a été supprimé, l'arrêt Michelet maintenu, celle de Place Henrion a été créé, à nouveau, et à la suite des réaménagements de la route, l'arrêt Chantereine a été déplacé vers le sud et réaménagé.
Le 1er septembre 2008, l'itinéraire de cette ligne est, une nouvelle fois, modifié, dans le quartier de Chantereine. Désormais, seuls les bus en direction de Sciences desservent l'arrêt Pierre Curie via la rue du Panorama, comme c'est le cas pour tous les bus, car ceux en direction de la gare routière empruntent désormais la rue Nobel afin de desservir les nouveaux arrêts Pierre Curie et Place Molière. La place Molière redevient après plus de trois ans d'absence, le lieu de passage des bus Apolo7 puisque jusqu'au samedi 26 février 2005, avant-veille de la mise en service de la grande restructuration, elle était encore desservie par l'ancienne ligne C qui reliait la Place Henrion à la gare routière via Chelles 2, sauf les dimanches et fêtes.
Le 15 décembre 2008, à la suite d'une concertation qui a eu lieu dans le quartier les 17 et 18 octobre 2008, concernant l'itinéraire de la ligne, les habitants ont décidé à la majorité (164 voix contre 98) d'opter pour la mise en place d'un autre itinéraire. Ce dernier implique un passage des bus dans les deux sens sur les avenues Émile-Guerry et Firmin-Bidard, la suppression de la desserte des arrêts Albert Sarraut et Pierre Curie mais aussi la remise en service de l'arrêt Place Molière dans les deux sens. Ainsi la ligne emprunte désormais le même tracé que celui utilisé par l'ancienne ligne C jusqu'à la restructuration, dans le quartier.

#### Comités locaux d'usagers

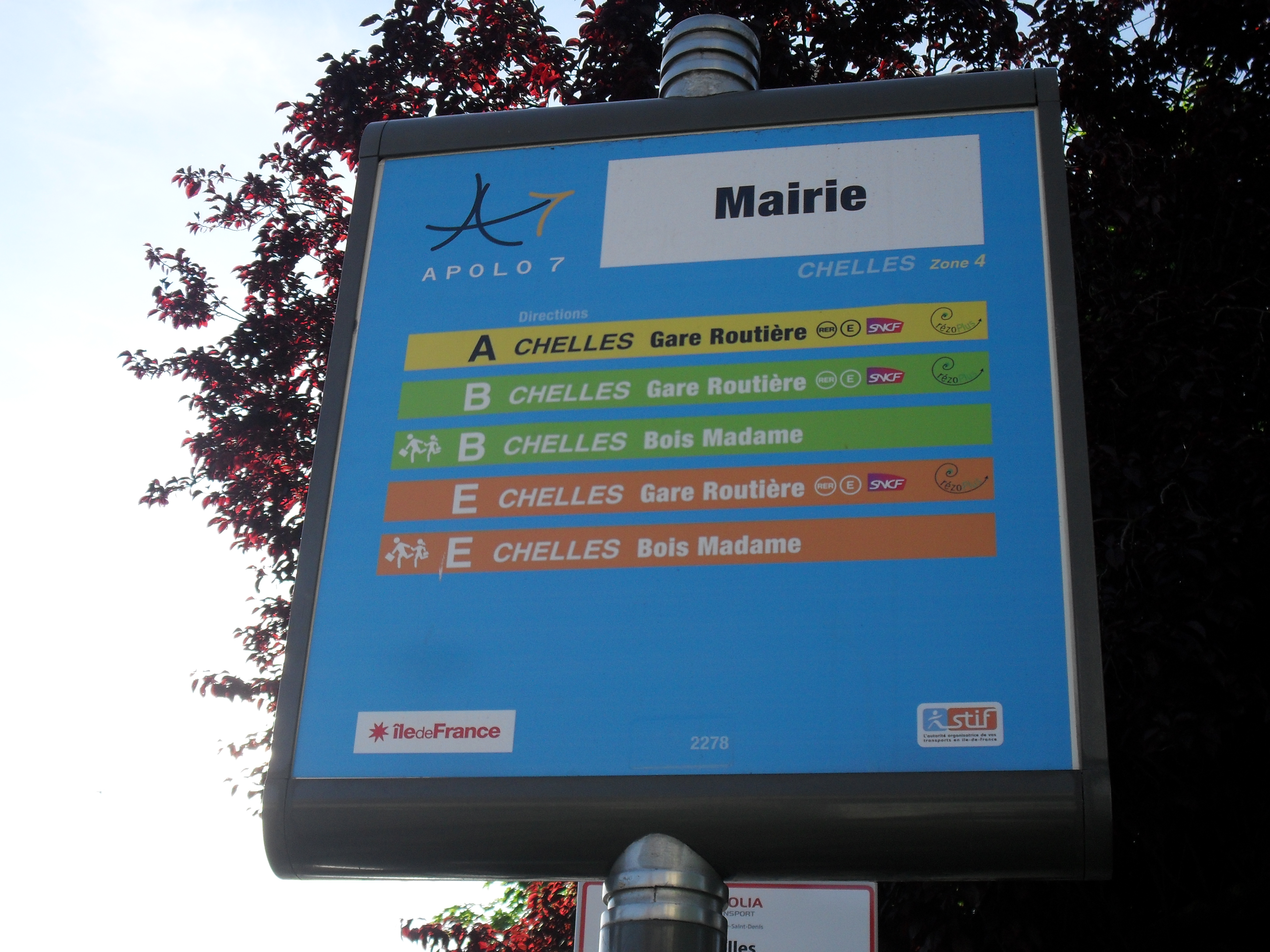
La deuxième version des totems du réseau, encore utilisée, en mai 2010.

Le 5 mai 2008 marque le début de la mise en place de la montée par l'avant et de la validation systématique sur le réseau à travers l'opération La Réappropriation de l'Espace Bus. L'ensemble des lignes applique ces nouvelles règles depuis le lundi 19 mai 2008. Le bon sens, c'est de monter par l'avant, où se situent les valideurs de titres de transports, et de descendre par la porte arrière ou par la porte centrale dans les bus articulés. Cette mesure permet d'éviter les bousculades et par conséquent d'améliorer les conditions de transport tout en préservant l'économie des transports urbains, car les transporteurs comme la STBC sont désormais rémunérés sur la base des enregistrements des valideurs ; tout usager qui ne valide pas son titre de transport représente un manque à gagner pour l'opérateur. L'instauration de la validation systématique permet au réseau de suivre le nombre de voyageurs circulant sur ses lignes et, par conséquent, d'ajuster au mieux le nombre de véhicules aux besoins,. Toutefois, en pratique, notamment sur les rotations scolaires, ce principe est difficilement respecté à cause de l'affluence.
Le 4 novembre 2008, à la suite de la mise en service d'un nouveau pont SNCF à Chelles, l'itinéraire de la ligne C pour la desserte scolaire du collège Weczerka a été modifié : l'arrêt Impériaux a été supprimé mais en contrepartie, les arrêts Vieux Moulin et Carrefour des Déportés ont été créés sur le nouveau tracé. Concernant la desserte de la zone industrielle de la Trentaine, les arrêts Vieux Moulin et Impériaux ont été supprimés dans le sens Vaires→Chelles.
Depuis début 2009, a été créé le CLUB B (pour Comité Local d'Usagers des Bus de la ligne B), afin de faciliter les échanges entre les usagers, les élus locaux, les autorités organisatrices du transport et les transporteurs. Le syndicat intercommunal de transport du bassin chellois souhaite progressivement instaurer un comité des usagers sur le réseau Apolo7. Ainsi, pour disposer d'une première expérience dans ce domaine, il a été proposé d'amorcer le dispositif sur une seule ligne, la ligne B.
Depuis la rentrée 2009, au CLUB B est venue s'ajouter le CLUB D-E, c'est-à-dire le comité des usagers des lignes D et E, toujours dans le but de faciliter les échanges entre les usagers, les élus locaux, les autorités organisatrices du transport et les transporteurs.
Depuis février 2010, la signalétique des poteaux d'arrêt est en cours de renouvellement, permettant l'apparition de pictogrammes pour mettre en évidence si nécessaire le caractère scolaire de la desserte assurée.
Depuis le second trimestre 2010, les CLUB B et CLUB D-E sont complétés par un site internet créé pour permettre aux usagers de toutes les lignes du réseau de communiquer plus facilement avec les acteurs de l'organisation et de la gestion du réseau. Ainsi n'importe quel usager d'une ligne du réseau peut désormais, à travers un forum, informer des incidents de trajet constatés, des problèmes sur les lignes et proposer des améliorations souhaitables, entre autres.

#### Renforcements de l'offre

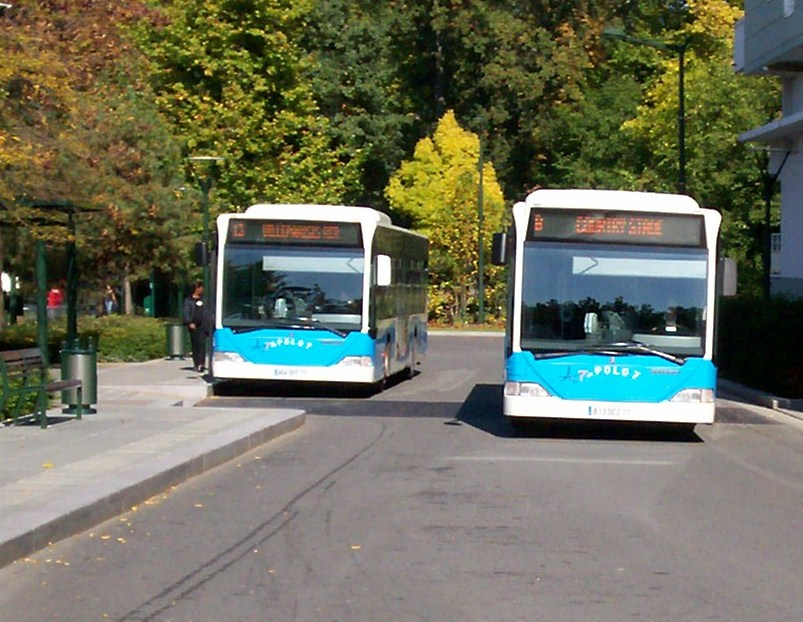
Un bus de la ligne 13 côtoyant celui de la ligne B, en gare de Chelles, en octobre 2007.

Le lundi 30 août 2010, la ligne 13 intègre le réseau Apolo7, même si les CIF continuent d'assurer une partie des rotations.
Depuis la rentrée 2011, des avancées en termes d'information voyageurs ont été réalisées. Désormais, aux arrêts sont mentionnés les horaires auxquels le bus est censé passer et non plus l'ensemble des horaires de toute la ligne de bus.
Le lundi 7 novembre 2011, le service sur les lignes A, B, C et E est renforcé et de nouvelles dessertes sont mises en place. Du lundi au samedi vingt-quatre courses, soit douze allers-retours, ont été ajoutées en heure creuse et en soirée du lundi au vendredi et dix-huit (neuf allers-retours) le samedi.
La ligne A bénéficie :
- du lundi au vendredi, de deux départs supplémentaires de la gare de Chelles à 7 h 18 et 8 h 25 ;
- le samedi, de deux départs supplémentaires sont assurés de la gare de Chelles à 20 h 20 et 22 h 25 et un départ du rond-point des Sciences à 20 h 55[30].

La ligne B bénéficie :
- du lundi au vendredi, de huit allers-retours supplémentaires dont un dernier en soirée, repoussant la fin de service de 20 h 30 à 21 h. Deux nouveaux points d’arrêt sont créés dans la ZA de la Tuilerie ;
- le samedi, de trois départs supplémentaires assurés de la gare de Chelles à 18 h 27, 20 h 49 et 21 h 49[30].

La ligne C bénéficie :
- du lundi au vendredi de trois départs supplémentaires de la gare de Chelles à 7 h 52, 8 h 7 et 16 h 10, et d'un départ supplémentaire de la gare de Vaires à 8 h 55. Cinq allers-retours supplémentaires, repartis sur l’ensemble de la journée, sont venus renforcer la desserte de la zone d’activité de la Trentaine ;
- le samedi, d'un aller-retour supplémentaire est assuré au départ de Vaires à 21 h 3 et un retour à 21 h 47 au départ de Chelles. Le service a donc été prolongé de 20 h 25 à 21 h 47[30].

Enfin, la ligne E bénéficie :
- du lundi au vendredi, d'un aller-retour supplémentaire Chelles - Claye Mairie, assuré à 8 h 31 au départ de la gare de Chelles. La course de 17 h 37 au départ de la gare de Chelles a été prolongée de Cité Scolaire à Claye-Souilly - Mairie. Les deux dernières courses de 19 h 53 et 20 h 26 ont été prolongées de Cité Scolaire aux communes de Pin et de Villevaudé ;
- le samedi, de deux allers-retours supplémentaires jusqu'à Claye-Souilly, assurés à 18 h 38 et 20 h 24. Six courses (trois allers-retours) au départ de Chelles ont été prolongées pour desservir le centre commercial de Claye-Souilly[30].

Ce renfort d'offre a permis l'amélioration des correspondances en heure de pointe avec les trains de la ligne P du Transilien (trains directs Paris-Est) :
- en direction de Paris-Est : sept nouvelles correspondances sont assurées avec les trains de 7 h 12 (avec les lignes A, B et C), 8 h 27 (avec les lignes A et C) et de 8 h 42 (avec les lignes A et B) ;
- en provenance de Paris-Est : trois nouvelles correspondances sont assurées avec les trains de 19 h 14 (avec la ligne C) et de 19 h 29 (avec les lignes A et B)[30].

Ce renfort d'offre a été co-financé par le STIF et par le Syndicat intercommunal de transport du
bassin chellois et des Communes Environnantes (SITBCCE). L’achat de deux nouveaux véhicules a
été nécessaire pour la mise en place de ce renfort d’offre.
Le lundi 4 novembre 2013, le réseau poursuit son développement à la suite de la création d'une nouvelle ligne : la ligne F.
Elle reprend le même itinéraire que la première ligne D à sa mise en service en 1997. Elle a pour vocation de desservir, depuis les gares de Chelles et de Vaires-sur-Marne, les secteurs sud du territoire et notamment à Chelles, les quartiers d’habitat dense de l'avenue du Maréchal Foch et de la Grande Prairie, la zone commerciale du Vieux Moulin, le centre commercial Les Halles d’Auchan et la zone d’activités économiques de la Trentaine et du Triage. À Vaires-sur-Marne, elle dessert les quartiers d'habitat dense de Paul-Algis et des Pêcheurs, la base de loisirs de Vaires UCPA et les quartiers pavillonnaires situés le long des boulevards de la Marne et de Lorraine.
La ligne F devient la seconde du réseau, après la ligne A, à fonctionner les dimanches et fêtes. Elle dispose d'une fréquence toute la semaine d'un passage toutes les demi-heures, pour un total de :
- 58 rotations du lundi au vendredi, de 6 h à 20 h ;
- 42 rotations le samedi, de 8 h à 18 h ;
- 24 rotations le dimanche matin, de 8 h 30 à 14 h[31].

La ligne F reprend les courses scolaires de la ligne C qui desservait le collège Weczerka (arrêt : Mairie) depuis les quartiers sud de Chelles. Elle reprend également les courses de la ligne C qui desservaient la zone industrielle de la Trentaine.

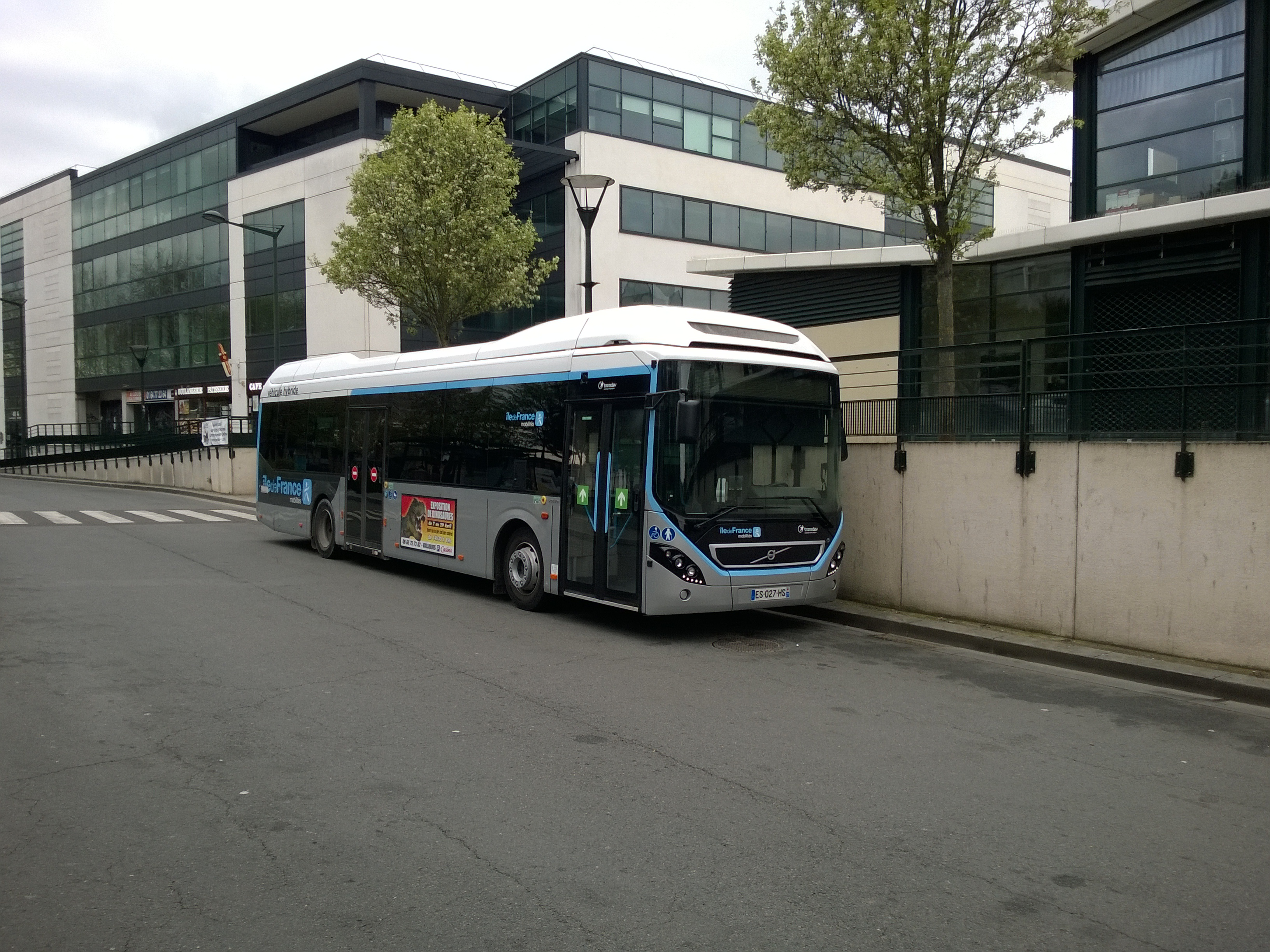
Un des bus achetés pour les besoins de la restructuration (ici un Volvo 7900 hybride).

#### Restructuration du réseau d'avril 2018
Après plusieurs années d'études et de travail entre Île-de-France Mobilités, la communauté d'agglomération Paris - Vallée de la Marne, la commune de Chelles et la Société des transports du bassin chellois (STBC), un nouveau réseau est validé par l'autorité organisatrice des transports en Île-de-France en octobre 2017 afin de remplacer l'ancien réseau jugé vétuste. Le 16 avril 2018, le réseau est restructuré comme suit :
- la ligne 1 est créée en succédant à la ligne A, en suivant un itinéraire plus direct par rapport à celle-ci, au prix de la fin de la desserte du centre-ville au profit du quartier de l'Aulnoy. Les horaires sont simplifiés et renforcés et la ligne fonctionne dorénavant entre 5 h 30 et 22 h ;
- la ligne 2 est créée en succédant à la ligne C. Elle dessert le quartier de Mont-Chalâts à Chelles, voit sa lisibilité améliorée et ses horaires renforcés. De plus, la ligne fonctionne dorénavant entre 5 h 30 et 22 h ;
- la ligne 3 est créée en remplaçant en grande partie les lignes B et 13. Elle suit désormais un itinéraire régulier unique avec une meilleure desserte de Courtry. De plus, la ligne fonctionne désormais à partir de 5 h 30 et voit sa fréquence de passage améliorée ;
- la ligne 4 est créée en succédant à la ligne E. Elle suit désormais un itinéraire plus direct avec une réduction du temps de parcours ainsi qu'une amélioration de la desserte du centre commercial de Claye-Souilly. De plus, les horaires sont simplifiés et renforcés du lundi au samedi ;
- la ligne 5 est créée entre le rond-point des Sciences à Chelles et la gare de Lagny - Thorigny via les communes de Courtry, du Pin, de Villevaudé et Pomponne. Elle fonctionne du lundi au samedi à raison d'un bus par heure sauf du lundi au vendredi aux heures de pointe avec un bus toutes les trente minutes ;
- la ligne 6 est créée entre la gare de Chelles - Gournay et la gare de Vaires - Torcy via Brou-sur-Chantereine. Elle fonctionne du lundi au samedi à raison d'un bus toutes les trente minutes. De plus, elle est prolongée jusqu'au collège Goscinny de Vaires-sur-Marne aux heures d'entrée et de sortie de l'établissement ;
- la ligne 7 est créée en reprenant une grande partie de l'itinéraire de la ligne B entre la gare de Chelles - Gournay et le rond-point des Sciences à Chelles via la commune de Courtry. La desserte de la ZAC de la Tuilerie est améliorée et la lisibilité de la ligne et du temps de parcours sont également améliorés à cette occasion. De plus, les fréquences de passage de la ligne sont améliorés avec un premier départ à 5 h 30 ;
- la ligne 8 est créée en succédant à la ligne F sans modification d'itinéraire. La fréquence de passage est améliorée du lundi au vendredi avec un bus toutes les vingt minutes aux heures de pointe ;
- la ligne 9 est créée en succédant à la desserte du quartier des Abbesses assurée auparavant par la ligne A en desserte régulière. La lisibilité de la nouvelle ligne est améliorée du fait de sa scission vis-à-vis de la ligne A et de plus, les horaires sont en correspondances avec les trains directs en direction de Paris-Est ;
- les dessertes des établissements scolaires sont séparées des lignes régulières sous forme de lignes à part, dont le numéro est complété par l'indice « s ».

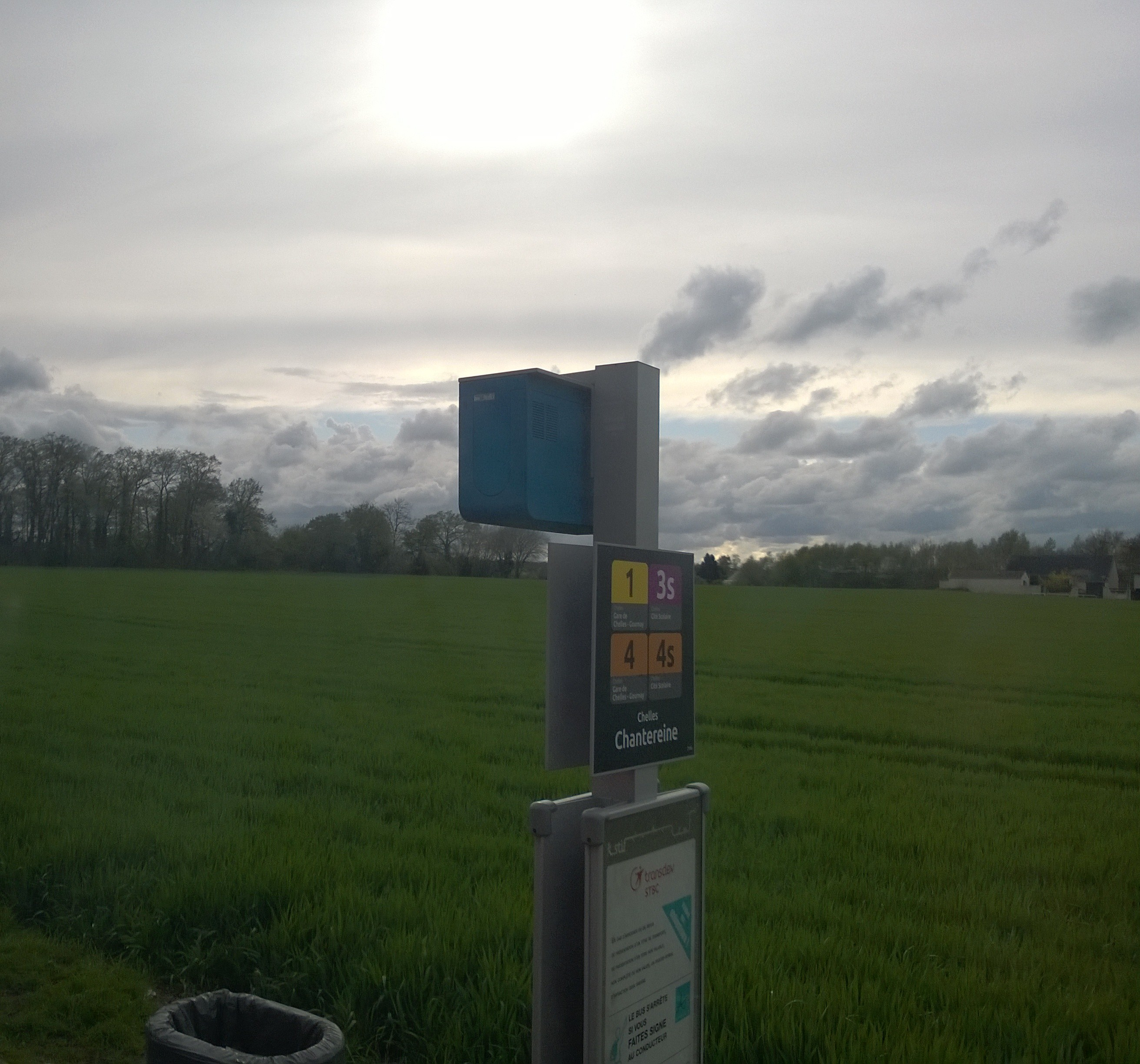
Totem actuel du réseau, avec signalétique apparaissant à occasion de la restructuration.

Accessoirement, cette restructuration est marquée par la suppression de plusieurs arrêts (RN 34, Arcades, Docteur Roux, François Trinquand, Lavoisier, Villeparisis - République, Claye-Souilly - Zone d'Activité), la création des arrêts Château Gaillard, Laussedat, Général Leclerc, Daguerre, Désiré Lefèvre, Foch, Petits Prés, Mairie de Pomponne et Gare de Lagny - Thorigny, la fin de la desserte des hameaux de Villevaudé depuis les gares de Chelles et de Vaires et le renommage de certains arrêts, suivant les noms RATP pour ne citer qu'eux.
Cette restructuration est toutefois critiquée par des usagers à cause des désagréments qu'elle provoque, notamment en ce qui concerne les lignes scolaires 3s, 7s et 9s très achalandées au point de ne plus pouvoir monter dans le bus à certains moments.

#### Ajustements ultérieurs du réseau de 2018
Le 7 janvier 2019, quelques ajustements sont apportés au réseau par ajout de 20 courses supplémentaires entre la gare de Chelles - Gournay et Maurice-Bacquet afin de soulager les entrées des lycées Louis-Lumière et Gaston-Bachelard  aux heures de pointe ce qui fait un bus toutes les 10 minutes en moyenne, et des ajouts de services scolaires supplémentaires sur la ligne 1, la ligne 2 et la ligne 6 le mercredi midi pour les sorties des lycéens et le samedi pour les entrées et sorties des élèves[réf. souhaitée].
Dans le cadre de la restructuration du réseau urbain du plateau de Clichy-Montfermeil à compter du 31 août 2020 lors de l'ouverture de la station Hôpital de Montfermeil de la ligne 4 du tramway, les lignes 1 et 5 seront prolongées jusqu'à ce terminus. Toutefois, les arrêts Denis Papin Corot et Cité Forestière de la ligne 1 seront supprimés, et la ligne 5 ne desservira plus Rond-Point des Sciences.
Le 30 août 2021, à la demande de la communauté d'agglomération Paris - Vallée de la Marne, les lignes 1 et 3 échangent leur parcours desservant les quartiers de Madeleine et de Chantereine dans le cadre d'une expérimentation de 6 mois, notamment afin d'améliorer la desserte du lycée Jehan de Chelles depuis et vers les quartiers des Coudreaux, de Madeleine et Courtry. La période d'expérimentation étant passée, la modification est définitive.
Le 9 mai 2022, le service La navette du Bassin chellois est remplacé par le TàD Bassin chellois intégré à l'offre TàD Île-de-France Mobilités. L'exploitation partagée avec Keolis CIF des lignes 3 et 3s a pris fin le 1er août 2023, la STBC conservant seule l'exploitation de la ligne.

#### Ouverture à la concurrence
Le 1er août 2025, l'ensemble des lignes sont transférées au réseau de bus Marne et Brie.

## Réseau

### Présentation

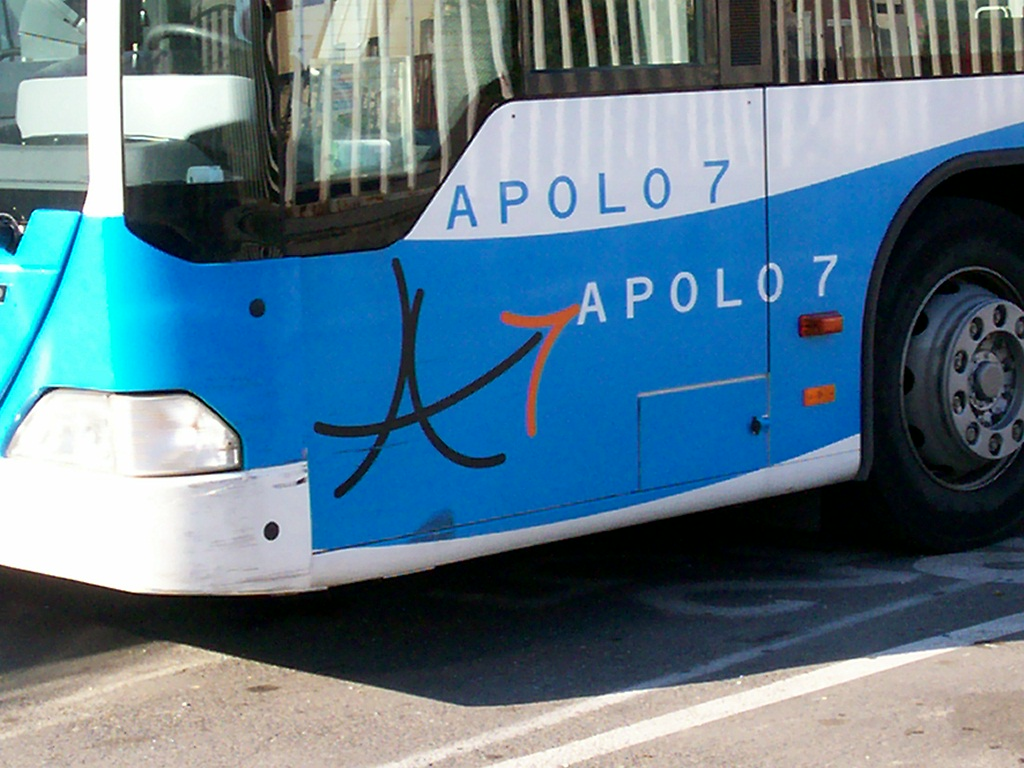
Ancien logotype du réseau Apolo7.

Lors de sa création, le réseau Apolo 7 couvrait sept villes (Chelles, Vaires-sur-Marne, Brou-sur-Chantereine, Courtry, Claye-Souilly, Villevaudé, Le Pin). Avec l'intégration de la ligne 13, le réseau s'est étendu à deux villes supplémentaires (Villeparisis et Mitry-Mory). Il dessert désormais neuf villes, soit un territoire de 100,5 km2 comptant 131 541 habitants (recensement de 2008).
Il est composé de sept lignes qui permettent d’effectuer seize mille voyages chaque jour.
En une année, les bus du réseau (chiffres début 2007) parcourent plus d'un million de kilomètres. Apolo 7 est aujourd'hui l'acronyme de Autobus POur assurer des Liaisons Optimales sur les 7 communes du bassin chellois.
Le réseau fonctionnait environ entre 5 h 30 et 22 h 30 du lundi au vendredi, entre 6 h et 22 h 30 les samedis et les dimanches et jours de fête entre 7 h et 21 h. Le réseau ne fonctionne pas le 1er mai.
Depuis décembre 2006, pour répondre à une demande accrue de service de nuit, des bus circulent la nuit, sous le nom de Noctilien N141 entre la gare de Paris-Est à celle de Meaux, reliant ainsi les gares de Chelles et de Vaires en une dizaine de minutes mais aussi à Paris en 40/50 minutes.
Quant aux fréquences, bien qu'elles varient selon les lignes, elles sont en moyenne :
- du lundi au vendredi, d'un bus toutes les 15 minutes aux heures de pointe et toutes les 30 minutes, ou toutes les heures aux heures creuses sur les lignes 4 et 5 ;
- les samedis, d'un bus toutes les 30 minutes, voire toutes les heures sur les lignes 4 et 5 ;
- les dimanches, où seules les lignes 1, 8 et 9 fonctionnent, d'un bus toutes les 30 minutes sur la ligne 8 (matin) et d'un bus toutes les heures sur les lignes 1 et 9.

Le réseau composé à sa fin en 2025 de plus de deux cent cinquante points d'arrêts, comprenait neuf lignes régulières et cinq lignes à vocation scolaire couvrant l'ensemble du bassin chellois.

## Exploitation

### Exploitant
Le Réseau de bus Apolo7 est exploité par la Société des transports du bassin chellois (STBC) qui une société de transport de voyageurs, créée en 1997. Elle gère le réseau de bus Apolo 7 depuis sa création. Comme l'était la Société des transports urbains chellois, son prédécesseur, la STBC est une filiale du groupe Transdev, qui la détient à 85 %. Elle a été aussi détenue à 15 % par la RATP, parce qu'il y eut un partenariat entre les deux entreprises qui avait pour but de « mettre en place un service de qualité » après les déboires de son prédécesseur et de le gérer au quotidien. De plus, elle est liée par convention (contrat d'exploitation) avec le Syndicat intercommunal des transports du bassin chellois et des communes environnantes depuis sa création.

#### Histoire
- 1996 : Projet de création de la STBC[40]

Sous le regard attentif du Syndicat des transports parisiens (STP) et à l'initiative du maire de Chelles et des maires du bassin de transport, Transdev et la RATP mirent en place un partenariat bipartite, afin de remettre de l'ordre dans les transports en commun et permettre le développement du réseau TUC (transports urbains chellois) en améliorant la qualité. D'un côté, Chelles et les communes voisines s'organisèrent par l'intermédiaire d'une structure intercommunale : le Syndicat intercommunal des transports du bassin chellois et des communes environnantes (SITBCCE), déléguant ainsi (et encore aujourd'hui d'ailleurs) leurs compétences en matière de transport public. De l'autre, la RATP et Transdev constituent une société commune que sera appelée la Société des transports du bassin chellois. La création fut effective au début de l'année 1997 ;
- Premier trimestre 1997 : Création effective de la Société des transports du bassin chellois[40]

À sa création, sa mission, qui était d'ores et déjà définie par le protocole d'accord, était d'assurer les relations avec la structure intercommunale (le SITBCCE) et le Syndicat des transports parisiens, organiser et développer le réseau, définir le service et en contrôler la bonne exécution (celle-ci fut attribuée à la RATP et aux TUC), collecter des financements et rétribuer les transporteurs pour les prestations qui leur seront confiées ;
- Septembre 1997 : Création du réseau Apolo 7 ;
- Septembre 2000 : Création de la ligne CIF/STBC 13[41] ;
- 28 février 2005 : Restructuration lourde du réseau Apolo 7 ;
- Septembre 2007 : Création d'Apolo+ ;
- Septembre 2010 : Intégration de la ligne 13 au réseau Apolo 7 ;
- Novembre 2013 : Création de la ligne F ;
- Avril 2014 : Installation d'un système d’aide à l’exploitation et d’information des voyageurs (SAEIV), portant sur 43 bus, 94 bornes d'information voyageurs et une application en temps réel pour smartphones ;
- Avril 2016 : Inauguration des premiers bus hybride Volvo 7900 ;
- 16 avril 2018 : Seconde lourde restructuration du réseau Apolo 7 et arrivée des Heuliez GX 137 L, premiers midibus du réseau ;
- 31 août 2020 : Desserte de Montfermeil par le prolongement de deux lignes existantes à l'occasion de l'arrivée de la ligne 4 du tramway.
- 1er août 2023 : Reprise de la ligne Express 19 du réseau de bus Seine-et-Marne Express précédemment exploitée par Transdev Trans Val de France à la suite de l'ouverture à la concurrence des réseaux franciliens.

#### Présentation
Elle est placée sous l’égide du Syndicat intercommunal des transports du bassin chellois et des communes environnantes (SITBCCE) qui regroupe les sept communes qu’elle dessert, pour l'organisation de l'offre transport du réseau Apolo7, avec laquelle, un contrat d'exploitation les réunit. La STBC était soutenue par la Communauté d'agglomération de Marne et Chantereine jusqu’à que celle ci n’existe plus en 2016  …
La STBC se caractérisait en 2010 par :
- un effectif de 70 salariés environ dont 65 conducteurs ;
- un parc de 38 autobus ;
- deux véhicules de transports à la demande « Apolo+ », devenue la « navette du bassin chellois » puis le « TàD Bassin chellois ».

Missions. La STBC a pour missions :

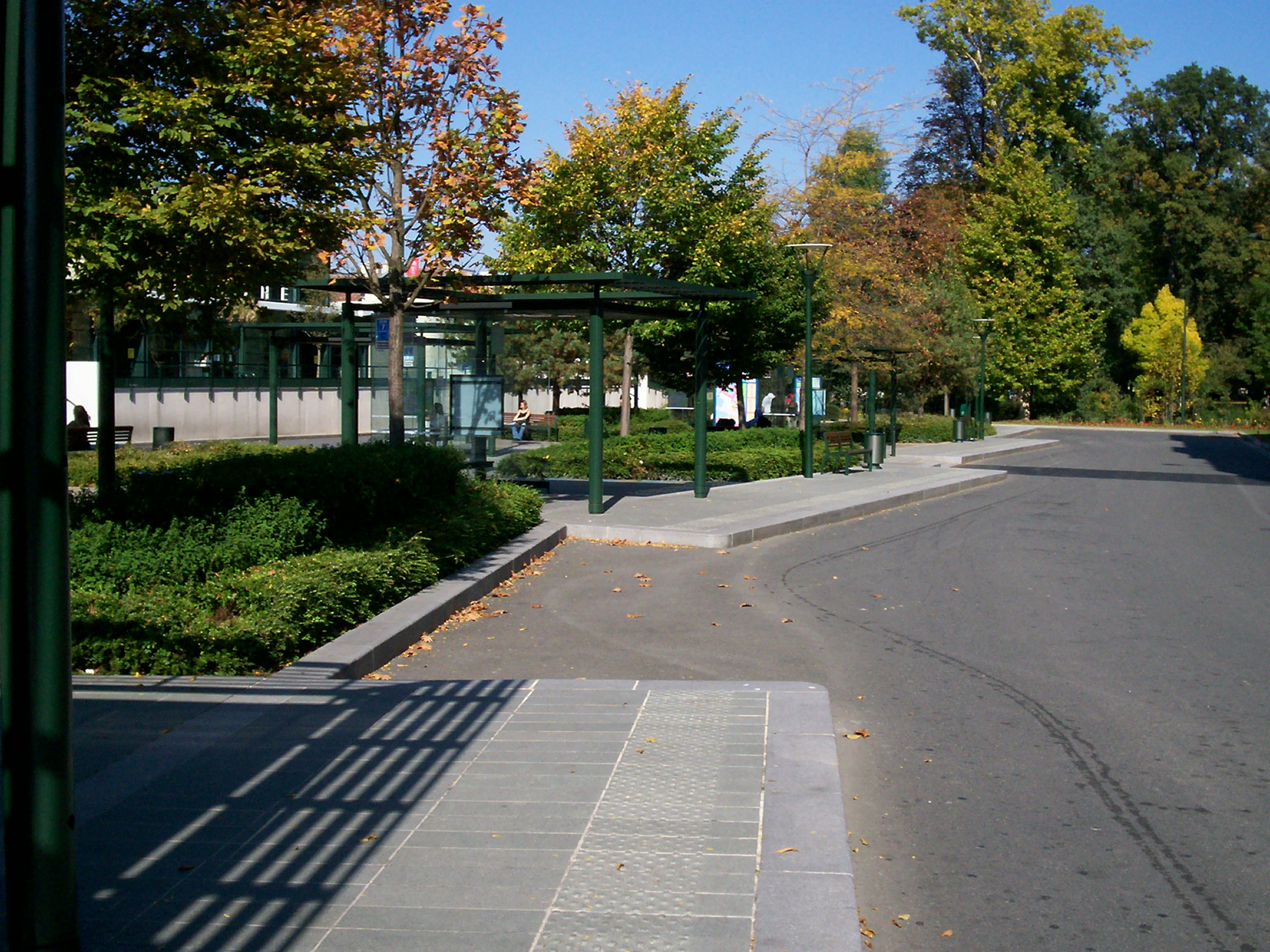
La gare routière de Chelles.

- d'assurer l'exploitation du réseau Apolo 7 ;
- d'assurer l'exploitation du service de transport à la demande de la « TàD Bassin chellois » ;
- de gérer la gare routière de Chelles (accueil clients RézoPlus, où sont disponibles les horaires des lignes Apolo 7 mais aussi des autres lignes desservant la gare, en partenariat avec le Syndicat des transports d'Île-de-France, gestion des départs des bus aux heures de pointe, gestion du site)[43], inaugurée le vendredi 22 septembre 2000.

Actions de prévention.
Depuis 2003, des conducteurs volontaires interviennent dans les établissements scolaires auprès de l'ensemble des classes de sixième.
La STBC effectue des actions de prévention réalisées par le biais de ses conducteurs afin de :
- créer un lien entre les conducteurs et les élèves ;
- apprendre à utiliser les transports, pour faire évoluer les comportements ;
- faire baisser les actes de vandalisme sur le réseau.

Ainsi, à la STBC, la prévention peut être caractérisée par :
- six agents volontaires pour conduire des actions de prévention auprès des jeunes ;
- cinq établissements scolaires impliqués dans les actions de prévention (trois à Chelles, un à Vaires et un à Courtry) ;
- 30 classes soit 750 élèves sensibilisés tous les ans ;
- 250 heures de prévention par menés par les conducteurs.

Gestion des horaires.
La STBC est chargée de créer et modifier les horaires de passage des bus du réseau en accord avec le Syndicat des transports d'Île-de-France (STIF) et les collectivités locales, c'est-à-dire des sept villes desservies par le réseau : Chelles, Vaires-sur-Marne, Courtry, Brou-sur-Chantereine, Claye-Souilly, Le Pin et Villevaudé.
De plus, à certaines périodes de l'année, le gestionnaire de mouvement opère des modifications des horaires en fonction des horaires des trains de la ligne Paris - Meaux, si nécessaire. Ainsi, la STBC s'assure que les horaires des bus permettent de prendre le train ; c'est la raison pour laquelle les horaires sont modifiés à chaque nouveau Service Annuel SNCF : au mois de décembre ainsi qu'aux mois de juillet et de septembre, si des changements interviennent.
Cette organisation permet de laisser suffisamment de temps aux voyageurs pour rejoindre la gare et inversement. Par conséquent, au cas où le train est en retard, le gestionnaire de mouvement demande au conducteur de retarder le départ du bus. Cette gestion est assurée, toute l'année, pour les correspondances avec les trains de 7 h 00 à 9 h 00 et 16 h 30 à 19 h 30, du lundi au vendredi,. Il semblerait que ce service ne soit plus assurée actuellement (décembre 2013).

#### TàD Bassin chellois
Le 9 mai 2022, le service La navette du Bassin chellois est remplacé par le TàD Bassin chellois intégré à l'offre TàD Île-de-France Mobilités.

#### En dehors d'Apolo 7: la ligne Express 19
À partir du 1er août 2023, la STBC reprend l'exploitation de la ligne Express 19 précédemment exploitée par Transdev Trans Val de France à la suite de l'ouverture à la concurrence des réseaux franciliens, TVF perdant l'ensemble de ses lignes.

## Matériel roulant

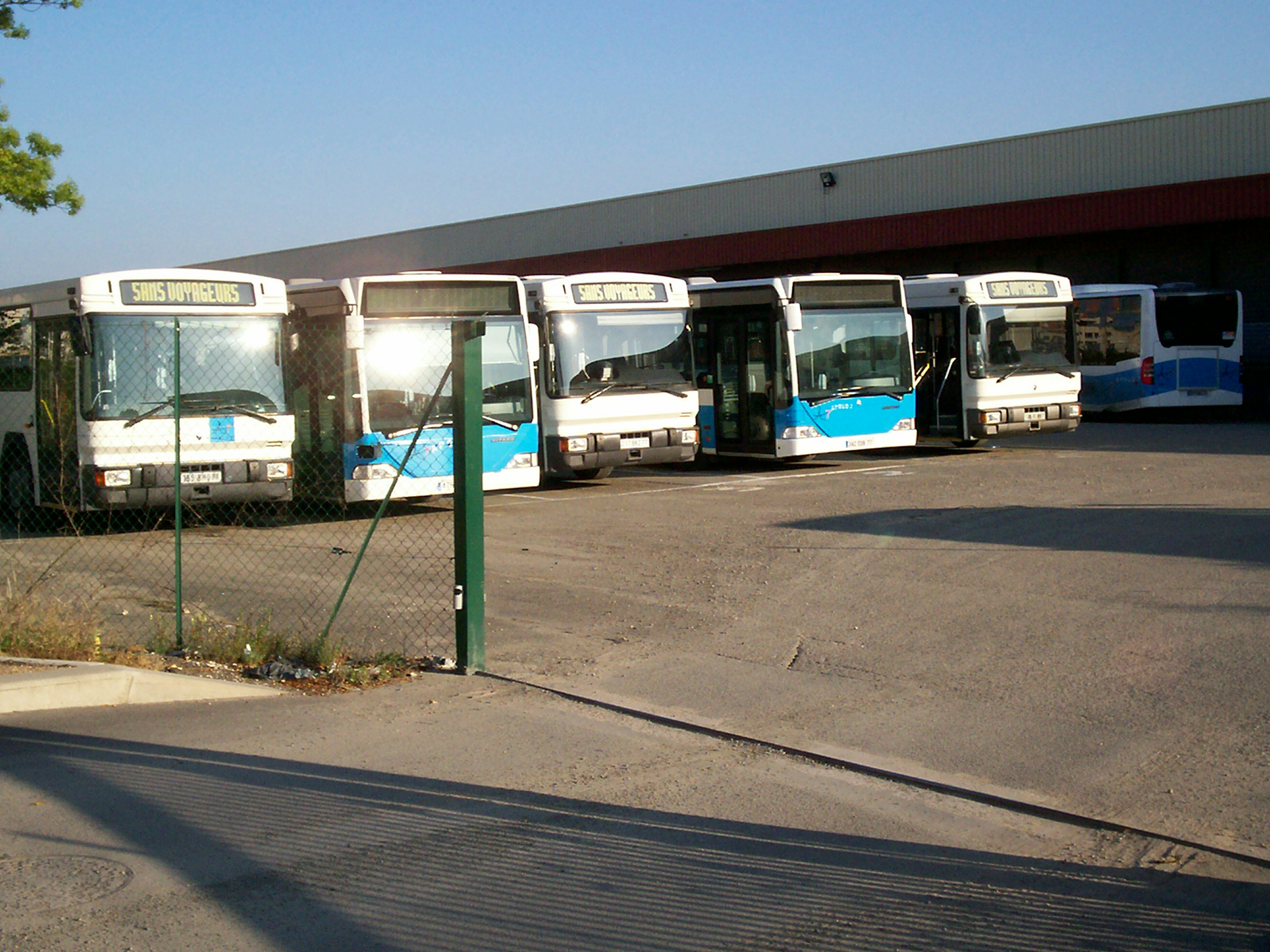
Ancien dépôt Sernam situé à Chelles (garage uniquement des articulés) en 2007.

En 2010, le parc roulant du réseau était composé de trente-huit véhicules et de deux dédiés à Apolo+, le service de transport à la demande. Quand le parc était encore constitué de trente-sept véhicules, il y avait vingt-six bus standards et onze bus articulés.
En 2013, les trente-huit véhicules du réseau sont remisés dans le dépôt jouxtant les bureaux de la société exploitante (STBC).
Sur le réseau Apolo7, on trouve majoritairement des Citaro (bus standard) et des Citaro G (bus articulé), mais également des Urbino 12 (bus standard) et des Urbino 18 (bus articulé).
Le parc a été renouvelé par tranches : une première tranche dura jusqu'en 2000, puis une nouvelle tranche commencée en 2002 s'acheva en 2010. Elle consistait en un remplacement des bus présents, souvent d'occasion, par des véhicules neufs, au rythme de cinq par an, par des nouveaux bus de type Citaro. Ils ont pour particularité d'être climatisés, respectueux de l’environnement en répondant aux normes Euro 4 (Euro 5 pour les véhicules livrés depuis 2007), dotés de filtre à particules, équipement qui réduit, à la limite du mesurable, les rejets de carbone et d’hydrocarbure dans l’atmosphère, ainsi que de palettes escamotables pour pouvoir, à leur bord, accueillir les personnes à mobilité réduite. Les premiers bus achetés en 2002, qui ont environ quinze ans (l'âge moyen de la flotte de bus ne devant pas dépasser sept ans selon les normes de qualité d'Île-de-France Mobilités), sont progressivement remplacés depuis 2010-2011 une fois le premier renouvellement progressif achevé.

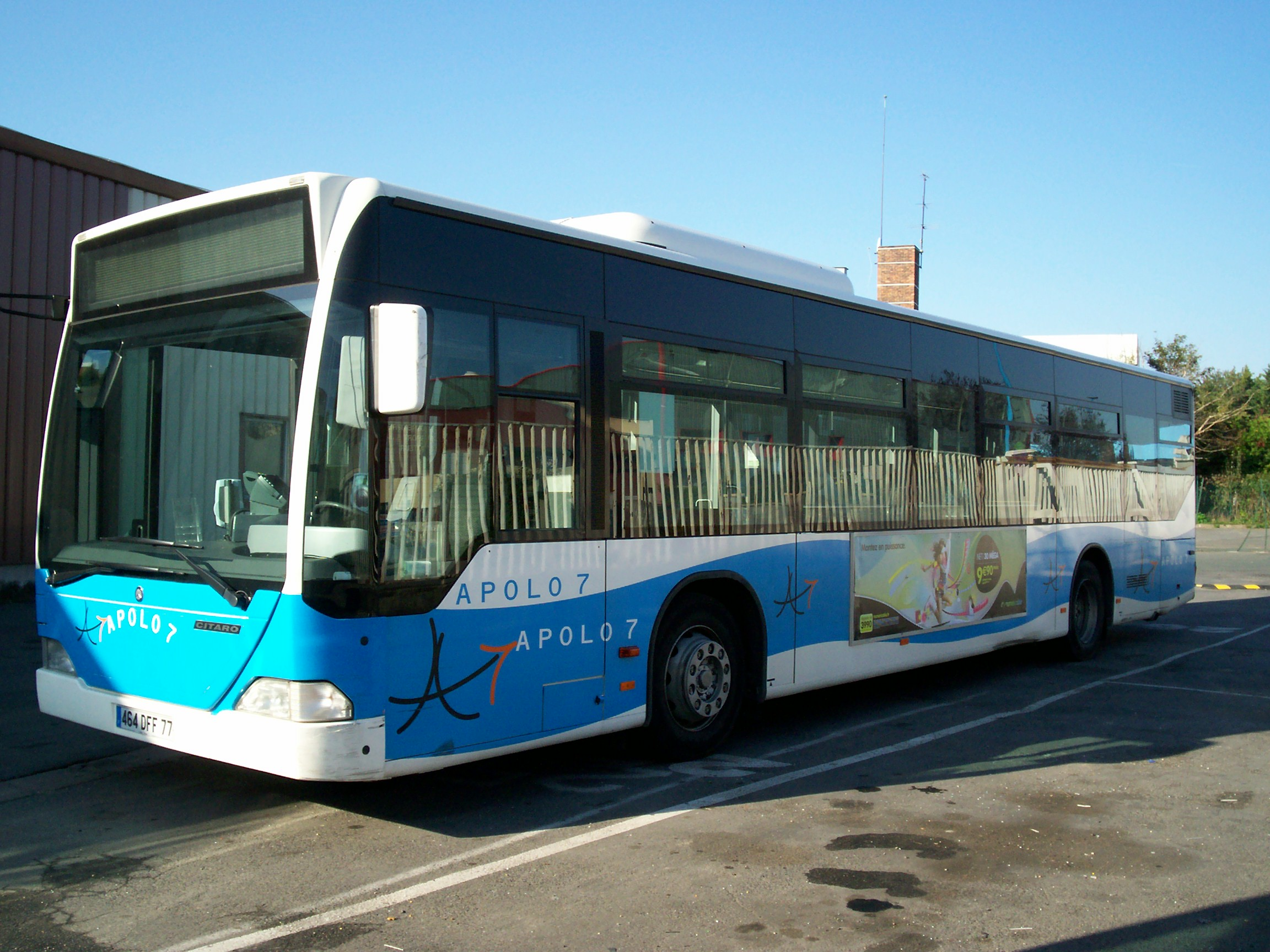
Citaro aux couleurs du réseau.

Comme la grande enquête diligentée en 2006 l'avait révélé, les usagers aspiraient à se sentir en sécurité dans les transports en commun. C'est pourquoi, depuis la rentrée 2007, les bus d'Apolo 7 sont équipés de caméras de surveillance, bien que les opérations de prévention auprès des collégiens portent leurs fruits réduisant ainsi nettement les actes de malveillance (dégradations, vandalisme) sur les lignes. Dans les bus simples, les caméras sont au nombre de trois et le chauffeur dispose d’un écran de contrôle ; dans les bus articulés, elles sont au nombre de quatre. Ils disposent aussi d'un système de géolocalisation qui permet d’intervenir très rapidement en cas de problème.
Ces deux systèmes ont un rôle préventif et dissuasif. Ils viennent compléter le dispositif existant qui comprend la présence d’agents de médiation, des actions de prévention menées auprès des scolaires et la fréquence des opérations de contrôle des titres de transport, mesures qui permettent de rassurer conducteurs et voyageurs.
En février 2016, deux bus Volvo 7900 Hybride, les premiers sur le réseau, sont mis en service.
La restructuration du réseau d'avril 2018 a permis l'arrivée des premiers midibus de l'histoire du réseau (Heuliez GX 137 L), pour les besoins de la ligne 5,.

## Tarification et financement
La tarification des lignes d'autobus d'Île-de-France est unifiée et accessible avec les mêmes abonnements. Un ticket « bus-tram », qui remplace le ticket t+ au 1er janvier 2025, permet un trajet simple quelle que soit la distance, avec une ou plusieurs correspondances possibles avec les autres lignes de bus et de tramway pendant une durée maximale de 1 h 30 entre la première et dernière validation. En revanche, un ticket validé dans un bus ne permet pas d'emprunter le métro, ni le Transilien et le RER. Les lignes Orlybus et Roissybus, assurant de façon directe les dessertes aéroportuaires via autoroute, disposent d'une tarification spécifique mais sont accessibles avec les abonnements habituels.
Les tarifs des billets et abonnements dont le montant est limité par décision politique ne couvrent pas les frais réels de transport. Le manque à gagner est compensé par l'autorité organisatrice, Île-de-France Mobilités, présidée depuis 2005 par le président du conseil régional d'Île-de-France et composé d'élus locaux. Elle définit les conditions générales d'exploitation ainsi que la durée et la fréquence des services. L'équilibre financier du fonctionnement est assuré par une dotation globale annuelle aux transporteurs de la région grâce au versement mobilité payé par les entreprises et aux contributions des collectivités publiques.

L’achat de ticket par SMS est possible depuis 2018, en envoyant STBC au 93100 (coût de 2,50€ depuis le 01/01/2023 prélevé sur les factures de téléphone). Ce ticket SMS est valable 1h sans correspondance.